# Ървайн (Калифорния)
Вижте пояснителната страница за други значения на Ървайн.
Ървайн (на английски: Irvine) е град в окръг Ориндж в щата Калифорния, САЩ.

## География
Градът има население от 202 050 жители (2005). Общата площ на Ървайн е 120,4 км².

## Личности
- Уил Феръл (р.1967), американски киноактьор

## Побратимени градове
- Цукуба (Япония)